# Crassitoniella erratica
Crassitoniella erratica is een slakkensoort uit de familie van de Eatoniellidae. De wetenschappelijke naam van de soort is voor het eerst geldig gepubliceerd in 1913 door May.